# Carcinopodia astrigata
Carcinopodia astrigata is een vlinder uit de familie spinneruilen (Erebidae). De wetenschappelijke naam van deze soort werd voor het eerst voorgesteld als Anaphosia astrigata door George Francis Hampson in een publicatie uit 1910.
Deze vlinder komt voor in Congo-Kinshasa, Tanzania en Zimbabwe.